# 着衣
| ウィキペディアには「着衣」という見出しの百科事典記事はありません（タイトルに「着衣」を含むページの一覧/「着衣」で始まるページの一覧）。 代わりにウィクショナリーのページ「着衣」が役に立つかもしれません。 |